# Dieudonné
Dieudonné (spesso indicato come Dieudonne) è un comune francese di 855 abitanti situato nel dipartimento dell'Oise della regione dell'Alta Francia.

## Società

### Evoluzione demografica
Abitanti censiti